# Neil Webb
Neil Webb (* 30. Juli 1963 in Reading) ist ein ehemaliger englischer Fußballspieler. Er spielte für den FC Reading, FC Portsmouth, Nottingham Forest und Manchester United und nahm mit der englischen Nationalmannschaft an der Fußball-Weltmeisterschaft 1990 und der Fußball-Europameisterschaft 1992 teil.

## Karriere
Webb fing 1979 bei Reading an und gab im Februar 1980 im Alter von nur 16 Jahren sein Debüt für den Club. Der FC Reading spielte zu dieser Zeit in der dritten englischen Liga und verblieb auch nach der Saison 1981/82 in dieser Spielklasse. Neil Webb hatte jedoch bereits angedeutet über größeres Potential zu verfügen und wechselte im Juli 1982 mit 19 Jahren zum FC Portsmouth.

## FC Portsmouth
In Portsmouth spielte er in der Saison 1982/83 ebenfalls in der dritten Liga. Seine neue Mannschaft offenbarte das größere Potential gegenüber Reading jedoch schnell und stieg am Saisonende souverän als Tabellenführer in die zweite Liga auf. Nach einem Platz im unteren Tabellendrittel in der ersten Zweitligaspielzeit, verpasste Webb mit seinem Team 1984/85 nur knapp den Aufstieg in die First Division. Punktgleich mit Manchester City, gab am Ende das schlechtere Torverhältnis den Ausschlag. Spätestens nun hatte sich Neil Webb in die Notizbücher der Erstligisten gespielt. Trainer Brian Clough verpflichtete ihn 1985 für £250,000 und formte den 22-jährigen in den kommenden Jahren zum Nationalspieler.

## Nottingham Forest
Webb begann seine Zeit in der ersten Liga zu Beginn der fünfjährigen internationalen Sperre für alle englischen Vereine. Auslöser war nach diversen Eskapaden englischer Hooligans die Katastrophe von Heysel. Neil Webb startete hervorragend für seinen neuen Verein und erzielte in seinen ersten beiden Jahren jeweils 14 Ligatore. Forest belegte 1985/86 und 1986/87 Platz 8 und spielte damit zwei durchschnittliche Serien. Doch bereits in der Football League First Division 1987/88 musste die Mannschaft lediglich dem FC Liverpool und Manchester United den Vortritt lassen und beendete die Saison auf dem dritten Rang. Nach einem weiteren dritten Platz in der Saison 1988/89, wechselte Webb zu Manchester United. In seinem letzten Jahr für Forest konnte er endlich seinen ersten Titelgewinn feiern. Im Finale des League Cup gegen Luton Town erzielte er den 1:1-Ausgleichstreffer, ehe Nigel Clough mit zwei Toren den Sieg perfekt machte. Ebenfalls erfolgreich spielte Forest im FA Cup 1988/89 und erreichte wie im Vorjahr das Halbfinale gegen den FC Liverpool. Das Spiel ging als Hillsborough-Katastrophe in die englische Fußballgeschichte ein. Das Wiederholungsspiel verlor Nottingham mit 1:3 und schied damit aus.

## Manchester United
Neil Webb hatte sich in den letzten vier Jahren als einer der torgefährlichsten Mittelfeldspieler Englands profiliert und weckte daher das Interesse von Uniteds Trainer Alex Ferguson. Dieser kaufte ihn im Juli 1989 für 1.500.000 Pfund. Bereits nach kurzer Zeit in Manchester verletzte sich Webb in einem Länderspiel an der Achillessehne und sollte hinterher nie wieder an seine frühere Form anknüpfen. In der First Division 1989/90 belegte United lediglich einen enttäuschenden dreizehnten Platz, sorgte aber durch den Triumph im FA Cup 1989/90 gegen Crystal Palace für den zweiten Titel in Webbs Karriere. 1990/91 stand am Saisonende ein sechster Tabellenplatz zu Buche und zusätzlich der Gewinn des Europapokal der Pokalsieger 1990/91. Manchester United bezwang im Finale von Rotterdam den FC Barcelona nach zwei Toren von Mark Hughes und einem Gegentreffer von Ronald Koeman mit 2:1. 1991/92 wurde Webb mit seiner Mannschaft Vizemeister hinter Meister Leeds United und gewann den Liga-Pokal im Finale gegen seinen alten Verein Nottingham Forest mit 1:0. Nach nur einem Spiel zu Beginn der neu eingeführten Premier League 1992/93 wechselte er für £800,000 zurück zu Nottingham. Insgesamt waren die über 3 Jahre in Manchester trotz der Titel für Webb nicht glücklich verlaufen. Aufgrund von Verletzungen und der starken Konkurrenz in der Mannschaft verpasste er viele Spiele und kam auf nur acht Ligatore.

## Nottingham Forest
Ende November 1992 kehrte Webb nach Nottingham zurück. Trainer dort war nach wie vor Brian Clough. Dieser beendete jedoch nach einer völlig enttäuschenden Saison, die zum Abstieg führte, seine Trainerkarriere. Forest stieg nach 15 Jahren Erstklassigkeit als Tabellenletzter in die zweite Liga ab. Webb kam lediglich in neun Spielen zum Einsatz und erzielte kein Tor. Unter dem neuen Trainer Frank Clark gelang der direkte Wiederaufstieg durch den zweiten Rang hinter Crystal Palace. Webb kam diesmal häufiger zum Einsatz (19 Spiele/3 Tore), wurde jedoch bereits im kommenden Jahr durch Verletzungen erneut zurückgeworfen und bestritt kein Ligaspiel. Anfang Januar 1995 wurde er in der 3. Runde des FA Cup gegen Plymouth Argyle eingewechselt und bestritt damit sein letztes Pflichtspiel für Nottingham Forest.
Im Sommer 1996 wechselte er zum englischen Zweitligisten Grimsby Town, bevor er zu Aldershot Town transferiert wurde. Dort bestritt er in einer Amateurliga noch einmal 36 Spiele und erzielte 6 Tore, ehe er als Spielertrainer zum FC Weymouth ging und dort endgültig seine Karriere beendete.

## Englische Nationalmannschaft
Neil Webb machte am 9. September 1987 beim 1:3 gegen Deutschland als 1.000. Nationalspieler Englands sein erstes Länderspiel. Er stand im Kader der englischen Nationalmannschaft bei der Fußball-Weltmeisterschaft 1990 in Italien, kam jedoch nicht zum Einsatz. Bei der in Schweden stattfindenden Fußball-Europameisterschaft 1992 lief es besser für ihn. Im ersten Spiel gegen Dänemark wurde er eingewechselt und das dritte Spiel gegen Gastgeber Schweden bestritt er über die volle Distanz. England schied jedoch nach der Vorrunde aus und musste die Heimreise antreten. Für Webb war es das letzte Länderspiel. Insgesamt kam er auf 26 Länderspiele, in denen er drei Tore schoss.

## Titel
- League Cup: 1989 und 1992
- FA Cup: 1990
- Europapokal der Pokalsieger: 1991